# Szőlősardó
Szőlősardó is een plaats (község) en gemeente in het Hongaarse comitaat Borsod-Abaúj-Zemplén. Szőlősardó telt 151 inwoners (2005).